# Sepidān

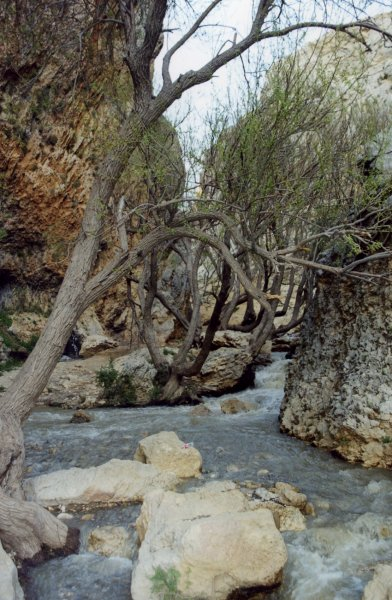
Sepidan-Quelle

Sepidan (persisch سپيدان Sepidān), auch Ardakan-e Fars (اردكان فارس Ardakān-e Fārs), ist eine Stadt und ein Verwaltungsbezirk in der iranischen Provinz Fars. Sie liegt ungefähr 100 km nordwestlich von Schiras. Der Verwaltungsbezirk weist 2012 eine Bevölkerung von 92.252 aus.
Sepidan, deren Name „weißes Land“ bedeutet, befindet sich in der Nähe eines der besten Skigebiete Südirans. Die Schönheit der Landschaft verbunden mit dem milden Klima im Sommer macht die Stadt zu einem beliebten Ziel für den Ökotourismus. Man findet hier den Morghak-Wasserfall, den Tschesch-Pir-See, zahlreiche Wälder und Flüsse. Auch die wohlhabende Bevölkerung von Schiras hat hier ihren Zweitwohnsitz und ihre Gärten.
Das Schmelzwasser des Schnees tränkt viele Quellen, deren Wasser als Mineralwasser verkauft wird. In der nächsten Umgebung der Stadt befinden sich zahlreiche Weinberge.
Die Stadt hat 13 Moscheen.

## Weblink
- Fotos